# Дом политкаторжан
Дом политкаторжа́н — жилой дом эпохи конструктивизма на углу Троицкой площади и Петровской набережной в Санкт-Петербурге.
Построен в 1931—1933 годах по проекту архитекторов Г. А. Симонова, П. В. Абросимова и А. Ф. Хрякова для Общества бывших политкаторжан и ссыльнопоселенцев.
Один из первых домов-коммун в Ленинграде. Состоит из трёх шести- и семиэтажных корпусов. расположенных незамкнутым прямоугольным треугольником, вмещающих 200 квартир. В корпусах галерейного типа — гипотенузе и катете этого треугольника, выходящем на Петровскую набережную, — размещены двухкомнатные квартиры, а в корпусе секционного типа — катете, выходящем на Троицкую площадь, — трёхкомнатные, причём ёмкость квартир предполагалась из расчёта одного человека на комнату. Главный корпус обращен протяжённой стороной к открытой площади, а узким торцом — к Неве. Два корпуса имели коридорную планировку с двухкомнатными квартирами, ориентированными на юг.
Внешний облик здания практически не изменился, хотя его окружение стало совсем иным. Динамика асимметричной композиции сильнее всего выражена в структуре главного корпуса, состыкованного из двух неравных по высоте, взаимно сдвинутых пластин. В месте уступчатого сочленения они дополнительно связаны балконами и навесом на тонких круглых столбах, образуя при этом вход во двор-колодец. Общественная зона выделена внизу горизонтальной линией остекления, создающей иллюзию, будто основной массив плывёт над невесомым прозрачным основанием. Торец дома превращён в полуцилиндр (подобные закруглённые элементы нередко встречаются в постройках Г. А. Симонова), смягчающий поворот к бывшей Петровской улице.
В расчёте на общественное питание в квартирах предусматривались лишь кухни-шкафы. В первых этажах находились зрительный зал и столовая, был свой детский сад, библиотека, клуб, солярий, гаражи. Впоследствии квартиры были перепланированы, каждая получила нормальную кухню. Главный (выходящий на Троицкую площадь) фасад несёт на себе отпечаток супрематических композиций.

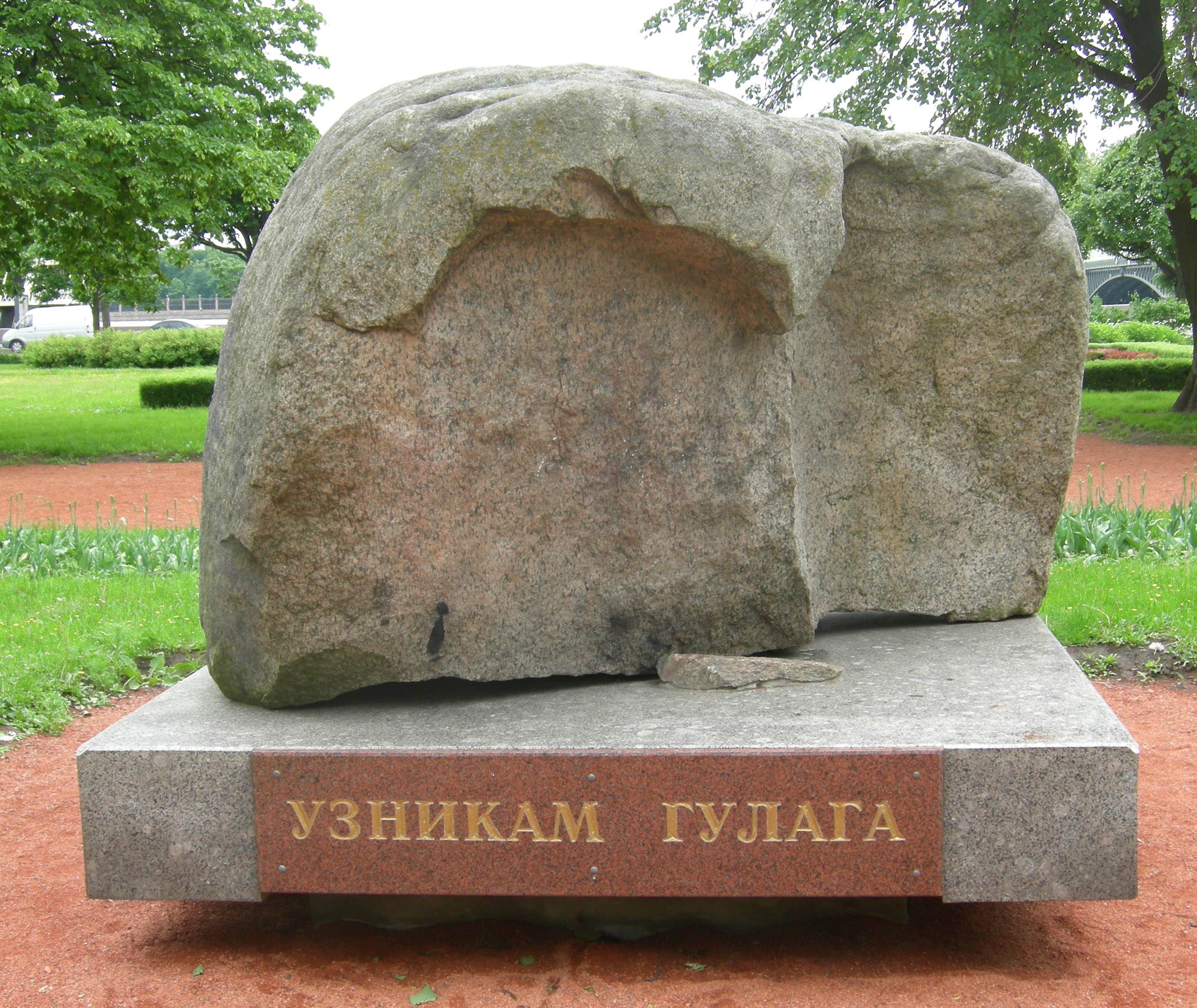
Соловецкий камень

В память о многочисленных репрессированных обитателях дома в сквере на Троицкой площади в 1990 году был установлен Соловецкий камень, а на доме во дворе — мемориальная доска; автор Богомолов, сын Ивана Дмитриевича Богомолова, члена общества Политкаторжан и ссыльнопоселенцев и Шлиссельбургского землячества, расстрелянного в сентябре 1938 года.